# República Quemer nos Jogos Olímpicos de Verão de 1972
A República Quemer (atual Camboja) competiu nos Jogos Olímpicos de Verão de 1972 em Munique, Alemanha Ocidental.  O país retornou aos jogos depois de perder os Jogos Olímpicos de Verão de 1968.

## Resultados por Evento

### Atletismo
100 m masculino
- Ting- Ting LarLok Samphon
  - Primeira Eliminatória — 10.95s (→ não avançou)

Salto em altura masculino
- Lo Ka
  - Classificatória — 1,90 m (→ não avançou)

### Boxe
Peso Mosca (– 51 kg)
- Khong Oh
  - Primeira Rodada — Perdeu para Gerd Schubert (FRG), walk-over

### Natação
100 m livre masculino
- Prak Samnang
  - Eliminatórias — 59.18s (→  não avançou)

200 m livre masculino
- Prak Samnang
  - Eliminatórias — 2:13.34 (→  não avançou)